# Torre Muñoz (Barcelona)
La Torre Muñoz és un edifici d'oficines situat al passeig de Gràcia, 105 de Barcelona, catalogat com a bé cultural d'interès local. Actualment, és la seu del Departament d'Empresa i Treball de la Generalitat de Catalunya.

## Història
Va ser projectat el 1949 per l'arquitecte Raimon Duran i Reynals per encàrrec de l'empresari Julio Muñoz Ramonet, aleshores propietari del Palau Robert, al que es troba unit mitjançant un petit cos de dues plantes que hi vol harmonitzar amb un estil classicitzant.
El 1981 va ser adquirit per la Generalitat de Catalunya, conjuntament amb el palau, per 630 milions de pessetes. El 2024 es va treure a concurs públic el projecte de reforma de l'edifici, amb un precontracte de 1,8 milions d'euros.

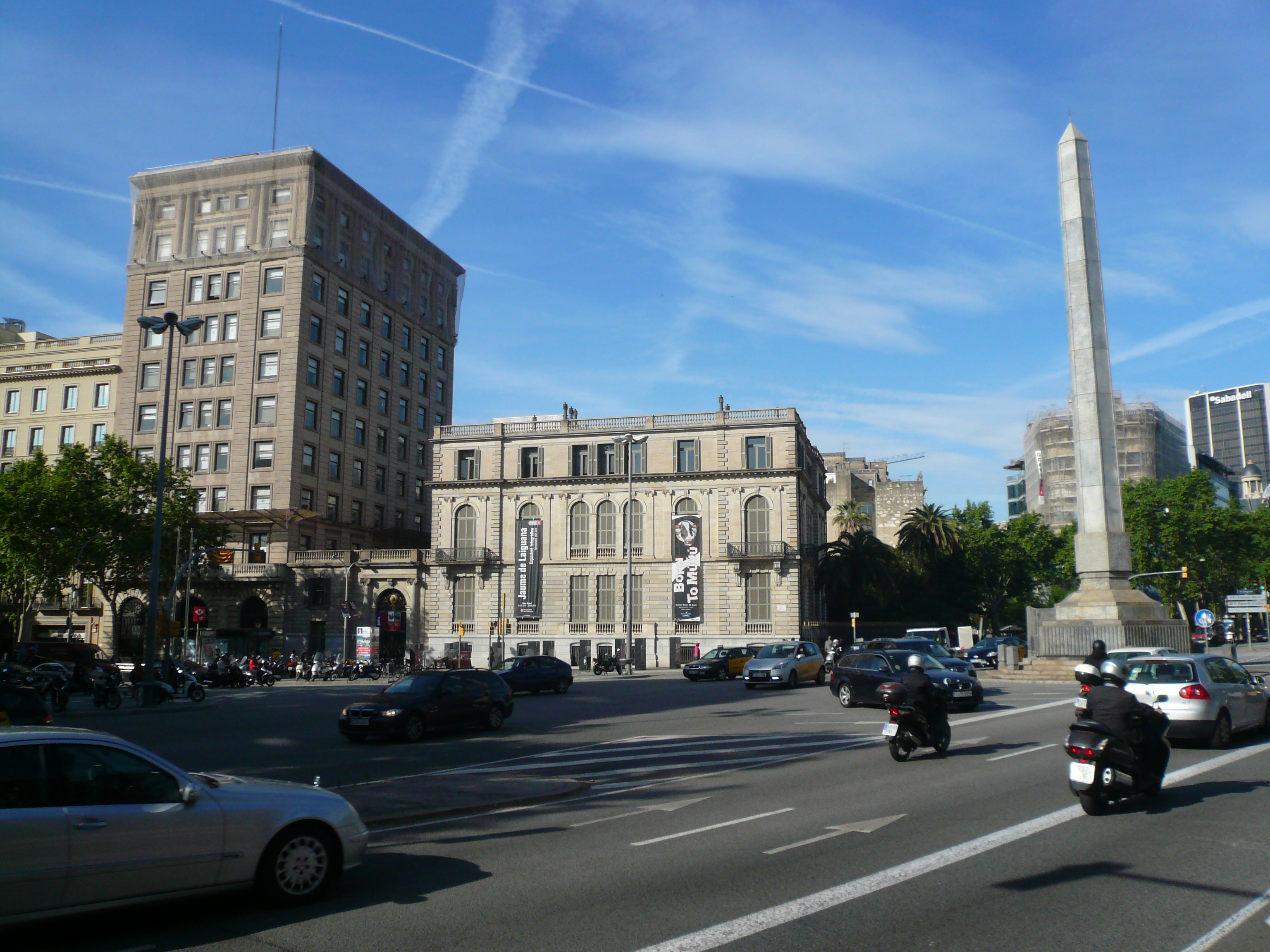
A l'esquerra, la Torre Muñoz i al centre, el Palau Robert

## Descripció
Consta de dos soterranis, planta baixa i nou pisos. Als baixos hi ha tres obertures en forma d'arc de mig punt, de les quals la central és la porta d'accés, mentre que les altres són grans finestres. Tot el parament és encoixinat i, com a decoració, se situen a banda i banda de la porta un parell de plafons en relleu. Un conjunt de dotze mènsules estriades sustenten la balustrada correguda del pis principal, que ostenta onze finestres a ambdós cantons de la façana. Als nivells següents es repeteix el mateix nombre de finestres, però sense cap mena de decoració, més enllà del parament encoixinat que divideix la façana en diversos cossos. En els dos darrers pisos, els murs passen a ser llisos, cosa que es complementa amb l'aparició de dobles columnes. El coronament s'efectua amb una cornisa sustentada per permòdols.